# Hoya klossii
Hoya klossii är en oleanderväxtart som beskrevs av Spencer Le Marchant Moore. Hoya klossii ingår i släktet Hoya och familjen oleanderväxter. Inga underarter finns listade i Catalogue of Life.